# Bajo Corral
Bajo Corral es un corregimiento ubicado en el distrito de Las Tablas en la provincia panameña de Los Santos. En el año 2010 tenía una población de 483 habitantes y una densidad poblacional de 7,7 personas por km². Es un pueblo conocido por su gente amable y muy trabajadora. Sus fiestas patronales son muy conocidas ya que celebran a San Pablo Apóstol la cual se celebra el 25 de enero.
Límites:
Al norte:Con el corregimiento de San José y San Miguel
Al Sur:Con el corregimiento de La Miel y Nuario 
Al Este: Con el corregimiento de Cañafistulo
Al Oeste:Con el corregimiento de Valleriquito